# Vitamin D
Vitamin D ist eine Gruppe fettlöslicher Vitamine, die zu den Secosteroiden gehören und vor allem für ihre Rolle beim Calciumstoffwechsel bekannt sind. Im Körper von Lebewesen kann der physiologisch wichtigste Vertreter Cholecalciferol (Vitamin D3) auch mit Hilfe von UV-B-Strahlung (Dorno-Strahlung) in der Haut aus 7-Dehydrocholesterol gebildet werden.
In der Nahrung kommt es vor allem in Fettfischen vor oder wird den Lebensmitteln als Nahrungsergänzungsmittel zugefügt. Es hat im Körper die Funktion eines Prohormons und wird über eine Zwischenstufe zum aktiven Steroidhormon Calcitriol umgewandelt.
Vitamin D spielt eine wesentliche Rolle bei der Regulierung des Calcium-Spiegels im Blut und beim Knochenaufbau. Ein Vitamin-D-Mangel führt mittelfristig bei Kindern zu Rachitis und bei Erwachsenen zu Osteomalazie. Die weitere Bedeutung von Vitamin D für die Gesundheit ist Gegenstand aktueller wissenschaftlicher Forschung.
Für eine ausreichende Versorgung mit Vitamin D ist eine angemessene Sonnen- bzw. UV-B-Bestrahlung und bei Bedarf eine zusätzliche Einnahme (Supplementierung) notwendig. In manchen Staaten werden zu diesem Zweck bestimmte Nahrungsmittel mit Vitamin D angereichert.

## Geschichte
Die Entdeckung von Vitamin D ist mit der Suche nach einem Heilmittel für Rachitis verknüpft. Im Jahre 1919 konnte gezeigt werden, dass die Heilung von Rachitis durch Bestrahlung mit künstlich erzeugter UV-Strahlung möglich ist, zwei Jahre später wurde dies ebenfalls durch die Bestrahlung mit normalem Sonnenlicht nachgewiesen. Unabhängig von diesen Erkenntnissen war etwa gleichzeitig der britische Mediziner Edward Mellanby (1884–1955) davon überzeugt, dass Rachitis durch ein Ernährungsdefizit ausgelöst werde, und konnte ebenfalls 1919 an Experimenten mit Hunden zeigen, dass Rachitis durch Butter, Milch und insbesondere Lebertran geheilt werden konnte. Er hielt daraufhin das erst kurz zuvor in Lebertran entdeckte Vitamin A für den auslösenden Faktor. Es war bekannt, dass Vitamin A durch Oxidation zerstört wird. Lebertran verliert deshalb nach oxidativer Behandlung die Fähigkeit, Nachtblindheit zu heilen. So behandelter Lebertran war jedoch weiterhin in der Lage, Rachitis zu kurieren. Der Chemiker Elmer McCollum (in Zusammenarbeit mit dem Kinderarzt John Howland) schloss daraus, dass ein weiterer Stoff, unabhängig vom bekannten Vitamin A, diese Wirkung verursache. Als das vierte gefundene Vitamin (nach den Vitaminen A, B und C) wurde es daraufhin „Vitamin D“ genannt.
Im Jahr 1927 gab Adolf Windaus als Ergebnis langjähriger Zusammenarbeit mit dem Amerikaner Alfred Fabian Hess (1875–1933) die Entdeckung des die Rachitis günstig beeinflussenden, durch Bestrahlung mit Ultraviolett aus Ergosterin hergestellten Stoffes (Vitamin D) bekannt.
Mellanbys Frau, eine Zahnärztin, nutzte Vitamin D zuerst in der Zahnmedizin. In Bonn wurde die Rachitisprophylaxe erstmals an Schulen zur Kariesprophylaxe genutzt.
Es gibt eine Initiative, den 2. November zum Vitamin-D-Tag zu erklären und damit darauf hinzuweisen, wie groß das Vitamin-D-Mangel-Problem weltweit ist.

## Physiologie

### Biosynthese von VitaminD3
Die meisten Wirbeltiere einschließlich des Menschen decken einen Großteil ihres Vitamin-D-Bedarfs durch Sonnenbestrahlung ihrer Haut. Die photochemische Bildung in Form von Vitamin D2 und D3 wird auch durch einige Algen betrieben.
Definitionsgemäß sind Vitamine organische Substanzen, die der Körper selbst nicht herstellen kann, die aber zum Leben benötigt werden und daher zugeführt werden müssen. Die Vorstufen des sogenannten Vitamin D werden aber vom Körper selbst hergestellt. Zum im Körper vorhandenen Provitamin 7-Dehydrocholesterol (der Ausgangssubstanz der Vitamin-D-Synthese) muss dann allerdings noch Sonnenlicht hinzukommen. Vitamin D3 wird also aus historischen Gründen als Vitamin bezeichnet. Aufgrund seiner endogenen Synthese und der Tatsache, dass seine Wirkung neben dem Syntheseort auch andere Gewebe betrifft, müsste Vitamin D3 als Prohormon bezeichnet werden.

#### Ultraviolett-induzierte Synthese
In der Haut sind die höchsten Konzentrationen des 7-Dehydrocholesterols im Stratum spinosum und Stratum basale vorhanden. Beim Menschen und den meisten Säugetieren ist 7-Dehydrocholesterol für die Vitamin-D-Bildung reichlich vorhanden (eine Ausnahme sind z. B. Hauskatzen).

Metabolite des 7-Dehydrocholesterols in der Haut (vereinfacht nach und)

1. Wird 7-Dehydrocholesterol mit UV-Strahlung mit Wellenlängen im Bereich 280–315 nm (UV-B-Strahlung) und mindestens 18 mJ/cm²[15] bestrahlt, kann im 7-Dehydrocholesterol durch eine fotochemisch induzierte 6-Elektronen-konrotatorische elektrocyclische Reaktion der B-Ring aufgebrochen werden: Es entsteht Prävitamin D3.[16]
2. Das Prävitamin D3 ist thermodynamisch instabil und erfährt einen (1-7)sigmatropen Shift eines Protons von C-19 nach C-9 mit nachfolgender Isomerisation: Es entsteht Vitamin D3. Das Vitamin D3 gelangt in das Blut und wird dort vor allem an das Vitamin-D-bindende Protein (DBP) gebunden zur Leber transportiert, wo es weiter zu 25(OH)Vitamin D3 hydroxyliert wird. Im Reagenzglas sind nach drei Tagen 80 % des Prävitamin D3 zu Vitamin D3 isomerisiert, in der Haut ist dies nach acht Stunden geschehen.[13]

#### Selbstregulation der ultraviolett-induzierten Synthese
Wird eine bestimmte Menge 7-Dehydrocholesterol im Reagenzglasversuch simulierter äquatorialer Sonnenstrahlung ausgesetzt, ist nach einigen Minuten ca. 20 % der Ausgangsmenge zu Prävitamin D3 umgewandelt. Diese Menge an Prävitamin D3 bleibt bei weiterer Bestrahlung im Gleichgewicht, denn auch Prävitamin D3 ist photolabil und wird durch weitergehende UV-B-Bestrahlung während der nächsten acht Stunden zum physiologisch inaktiven Lumisterol und zu Tachysterol abgebaut, bevor es zu Vitamin D3 isomerisiert. In dieser Zeit sinkt das 7-Dehydrocholesterol auf ca. 30 % der Ausgangsmenge ab. Unter unnatürlicher Schmalspektrum-UV-B-Bestrahlung mit einer Wellenlänge von 290 bis 300 nm wird dagegen 65 % des ursprünglichen 7-Dehydrocholesterols in Prävitamin D3 umgewandelt.

Auch das aus Prävitamin D3 entstandene Vitamin D3 ist photolabil: Kann das Vitamin D3 nicht schnell genug im Blut abtransportiert werden, entstehen aus ihm durch UV-B- und UV-A-Strahlung (bis zu 345 nm) mindestens drei weitere unwirksame Produkte: Suprasterol-1 und -2 und 5,6-Transvitamin D3.
So wird bei einer kurzen Sonnenbestrahlung (mit genügend hohem UV-B-Anteil) über einige Minuten ähnlich viel Vitamin D3 gebildet wie bei einer vergleichbaren Bestrahlung über längere Zeit. Hierdurch ist der Körper kurzfristig vor einer Vitamin-D-Intoxikation durch zu viel Strahlung geschützt.
Langfristig ergibt sich ein Schutz vor einer Vitamin-D-Intoxikation durch eine vermehrte Bildung von Melanin (Bräunung, dunkler Hauttyp in südlichen Ländern) in der Haut, welches Ultraviolett der Wellenlängen 290–320 nm absorbiert.
Der 7-Dehydrocholesterolgehalt der Haut sinkt mit dem Alter. Ferner nimmt beim Menschen im Alter die Fähigkeit der Haut, Vitamin D3 zu bilden, ungefähr um den Faktor 3 ab im Vergleich zu einem 20-jährigen Menschen.
Für die blasse Haut eines hellhäutigen, jungen, erwachsenen Menschen ist die minimale Erythemdosis (MED) (wenn die Haut anfängt, rot zu werden) an einem sonnigen Sommermittag auf 42° Breite in Meereshöhe (entsprechend Boston, Barcelona oder Rom) nach 10 bis 12 Minuten erreicht, ein dunkelhäutiger Mensch benötigt entsprechend 120 Minuten. Wird die Haut dieser Menschen entsprechend ganzkörperbestrahlt, gibt sie innerhalb der nächsten 24 Stunden eine Menge vergleichbar mit 10.000 bis 20.000 IE (250 µg bis 500 µg) Vitamin D3 aus Nahrungsmitteln an das Blut ab, ein Vielfaches des Tagesbedarfs. Eine starke Vitamin-D3-Bildung in der Haut ist also schon bei einer kurzen, aber intensiven Sonnenbestrahlung mit hohem UV-B-Anteil möglich.
Da die Knochendichte bei dunkelhäutigen Menschen trotz der etwas verminderten Vitamin-D-Bildung aufgrund der geringeren Durchlässigkeit der Haut für UV-Strahlen nicht vermindert ist, wird davon ausgegangen, dass Dunkelhäutige eine geringere Konzentration des Vitamin-D-bindenden Proteins aufweisen.

#### Vitamin D_{3}

25-Hydroxylierung des Vitamin D_{3}

### Funktion

#### VitaminD3
Vitamin D3 wird, vor allem gebunden an das Vitamin-D-bindende Protein, über das Blut in die Leber transportiert. Dort wird es von dem Enzym Cytochrom P450 2R1 in den Mikrosomen zu Calcidiol (25(OH)Vitamin D3) hydroxyliert. Eine frühere Vermutung, dass diese Reaktion auch in den Mitochondrien stattfindet, wurde inzwischen widerlegt.
Calcidiol (25(OH)Vitamin-D3) wird in der Leber wieder an Vitamin-D-bindendes Protein gebunden und in das Blut abgegeben. Dort hat es eine Halbwertszeit von ca. 19 Tagen.

#### 25(OH)VitaminD3
25(OH)Vitamin D3 (Calcidiol) ist eine Speicherform des Vitamin D3. Eine solche muss es geben, um die großen Spitzen und Pausen der hauptsächlichen Vitamin-D-Versorgung durch schwankende Strahlung abfangen zu können. Die mittel- bis längerfristige Vitamin-D-Versorgung eines Organismus lässt sich am besten über den Blutspiegel des 25(OH)Vitamin D3 bestimmen (Näheres siehe unten). Calcidiol lagert sich außerdem im Haar ab.
Das so gebildete 25(OH)D3 gelangt nun, hauptsächlich wieder an das Vitamin-D-bindende Protein gebunden, zu seinen Zielgeweben, zum Beispiel zu den Nieren, wo es dann zum Calcitriol (1α,25(OH)2Vitamin D3) aktiviert wird (siehe unten). Dieses erst ist der hauptsächlich aktivierende Ligand für den Vitamin-D-Rezeptor. Dieser letzte Aktivierungsschritt ist auf vielen Ebenen redundant und von Gewebe zu Gewebe unterschiedlich reguliert, um immer an den momentanen Bedarf des Körpers und des Zielgewebes an die Vitamin-D-Wirkung angepasst zu sein.
25(OH)Vitamin D3 kann wahrscheinlich selbst auch, jedoch ca. hundertmal weniger als Calcitriol, den Vitamin-D-Rezeptor aktivieren. Dies kommt bei einer Vergiftung mit Vitamin D3 zum Tragen, wenn die letzte Regelung der Aktivierung des Vitamin D3 durch überhöhte 25(OH)Vitamin-D3-Spiegel übergangen wird.

#### Aktivierung von 25(OH)VitaminD3zu Calcitriol
Die Vitamin-D-Metabolite werden als Komplex zusammen mit dem Vitamin-D-bindenden Protein (VDBP) im Blutplasma transportiert. In den Nierenkörperchen (Glomeruli) bindet dieser Komplex an Cubilin-Moleküle in der Zellmembran von proximalen Tubuluszellen und wird anschließend mithilfe des Megalins in die Zelle verfrachtet und dort freigesetzt. In den Lysosomen wird der Komplex durch Peptidasen wieder getrennt, wodurch 25(OH)Vitamin D3 frei im Zytosol diffundiert.
In den Nieren kann das 25(OH)Vitamin D3 durch 1α-Hydroxylase an der mitochondrialen Plasmamembran der Zellen proximaler Tubuli zum biologisch aktiven 1,25(OH)2Vitamin D3 (Calcitriol) weiter hydroxyliert oder durch die gegensätzlich regulierte 24-Hydroxylase zum 24R,25(OH)2Vitamin D3 inaktiviert werden oder die Nierenzelle unverändert wieder in das Blut verlassen (um dort erneut an VDBP gebunden zu werden).
Die Bildung des 1,25(OH)2Vitamin D3 in der Niere ist fein reguliert: die wichtigsten Faktoren, die seine enzymatische Bildung über eine Aktivierung der 1α-Hydroxylase direkt fördern, sind unabhängig voneinander ein erhöhtes Parathormon, ein verringerter Calciumspiegel und ein niedriger Phosphatspiegel im Blut. 1,25(OH)2D3 selber hemmt die 1α-Hydroxylase und aktiviert die 24-Hydroxylase. Indirekt, zumeist über das Parathormon, beeinflussen unter anderem Calcium, Östrogen, Glucocorticoide, Calcitonin, Somatotropin und Prolactin die Calcitriolbildung. Glucocorticoide bewirken einen Mangel an Calcitriol. (Deshalb ist es während einer systemischen Corticoidtherapie, wenn Vitamin D genommen werden muss, notwendig, Vitamin D in aktiver Form als Alfacalcidol (derzeitige (2008) Medikamente in Deutschland: „EinsAlpha“, „Bondiol“, „Doss“), zu verwenden.) All diese Regulationen dienen dazu, gerade soviel aktives Vitamin D zu synthetisieren, dass der Körper in seiner momentanen Situation seinen Calcium- und Phosphatbedarf decken kann. Die Regulation der 24R,25(OH)2D3-Bildung erfolgt durch die gleichen Faktoren, jedoch in umgekehrter Richtung.
In anderen Geweben wird die Aktivierung des 25(OH)Vitamin D3 zu 1α,25(OH)2Vitamin D3 durch andere Faktoren geregelt: Zytokine, Wachstumsfaktoren usw.
1,25(OH)2D3 liegt in sehr viel geringerer Konzentration als 25(OH)D3 und auch hauptsächlich an VDBP gebunden im Blut vor. Die Konzentration insbesondere von freiem 1,25(OH)2D3 (Calcitriol) ist streng geregelt und weitgehend mit seiner Aktivität korreliert. Sie ist ferner weitgehend unabhängig von der Konzentration seines Vorläufers 25-Hydroxy-Cholecalciferol (Calcidiol) oder des VDBP.
Mg2+ ist als die im Stoffwechsel aktive Form von Magnesium ein wesentlicher Cofaktor für die Synthese und enzymatische Aktivierung sowie Deaktivierung von 25OH-D (Calcidiol) und Calcitriol (Vitamin D3), welche ihrerseits die Absorption von Magnesiumionen im Darm erhöhen und bei Bedarf eine renale Rückkopplungsschleife zur Aufrechterhaltung der Magnesium-Homöostase einrichten können.

#### Funktion von Calcitriol
In den Zellen der Zielorgane wirkt 1,25(OH)2D3 (Calcitriol) wie ein Steroidhormon: Es wird an ein intrazelluläres Rezeptorprotein, den Vitamin-D-Rezeptor (VDR), gebunden und in den Zellkern transportiert. Dort assoziiert der Vitamin-Rezeptor-Komplex an die DNA und verändert die Transkription verschiedener hormonsensibler Gene, was schließlich zu Änderungen in der Proteinsynthese mit entsprechenden biologischen Wirkungen führt.

### Abbau von Vitamin D3
1,25(OH)2D3 (Calcitriol) wird durch 24-Hydroxylase zur wasserlöslichen Calcitroinsäure abgebaut, die über die Galle ausgeschieden wird. Die 24-Hydroxylase wird durch das Gen CYP24A1 codiert.

### Vitamin-D-Stoffwechsel bei Erkrankungen
Patienten mit Tuberkulose, Sarkoidose und anderen granulomatösen Erkrankungen und gelegentlich auch Krebserkrankungen aktivieren das 25(OH)Vitamin D3 z. B. in den Makrophagen stärker zu 1,25(OH)2Vitamin D3 und können so funktionell in eine Vitamin-D-Hypervitaminose mit Hypercalcämie kommen. Dem liegt ein ursprünglich zumeist sinnvoller Mechanismus der Immunologie zugrunde (näheres siehe unter Calcitriol).
Patienten mit Williams-Beuren-Syndrom haben zu 15 % eine Hypercalcämie. Es gab viele Vermutungen zu einem Zusammenhang mit dem Vitamin-D-Stoffwechsel, die Ergebnisse entsprechender Beobachtungen waren jedoch widersprüchlich.
Bei Patienten mit Smith-Lemli-Opitz-Syndrom ist der Abbau des Vitamin-D-Vorläufers 7-Dehydrocholesterol zu Cholesterin durch Mutationen in der 7-Dehydrocholesterol-Reduktase gestört. In ihrem Stoffwechsel staut sich daher das 7-Dehydrocholesterol. Ihre Haut ist manchmal photosensibel und ihr Vitamin-D-Status ist erhöht im Vergleich zur Normalbevölkerung, ohne jedoch toxisch zu sein.
Die „idiopathische infantile Hyperkalzämie“ wird verursacht durch eine Mutation im Gen CYP24A1, wodurch der Abbau von Vitamin D gehemmt wird. Betroffene Kinder haben eine erhöhte Empfindlichkeit gegenüber Vitamin D und im Fall einer zusätzlichen Einnahme ein erhöhtes Risiko einer Hyperkalzämie, die gekennzeichnet ist durch Wachstumsverzögerung, Erbrechen, Dehydratation, Fieberschübe und Nephrokalzinose. Nachfolgende Forschungen zeigten, dass die Störung auch im Erwachsenenalter fortbesteht.

## Bildung in der menschlichen Haut durch Sonnenlicht
Die Vitamin-D3-Bildung durch Sonnenexposition wird durch den UV-B-Anteil im Sonnenlicht verursacht. Diverse Faktoren beeinflussen die Lichtintensität und die resultierende Vitamin-D3-Bildung in der Haut, wie z. B. der Sonnenstand, die Höhe über dem Meeresspiegel, die Beschaffenheit der Erdoberfläche, die Bewölkung, Smog oder das Ozon. Fensterglas absorbiert nahezu alle UV-B-Anteile im Sonnenlicht und Sonnencreme behindert die Vitamin-D3-Produktion. Ein Solarienbesuch ist in der Regel nicht förderlich, da UV-A- und nicht UV-B-Strahlung eingesetzt wird.
Unter optimalen Bedingungen ist eine Viertelstunde Sonnenexposition von Gesicht, Händen und Unterarmen ausreichend für die Produktion von mehreren Tausend IE (40 IE entsprechen 1 μg) Vitamin D. Effizienter ist aber eine Ganzkörperbestrahlung. Die genaue Länge der erforderlichen Exposition ist abhängig vom Hauttyp. Empfohlen wird eine kurze und intensive Exposition von einem Drittel bis zur Hälfte der minimalen Erythemdosis (MED), also der Menge Sonnenlicht, ab der die Haut rot wird. Längeres Sonnen ist zwecklos, da ähnlich viel Vitamin D3 gebildet wird wie bei einer vergleichbaren Bestrahlung über kurze Zeit, das Hautkrebsrisiko allerdings zunimmt.

### UV-B-Strahlungsintensität
Bei zu niedrigen UV-B-Strahlungsintensitäten kann die Vitamin-D-Bildung in der Haut zum Erliegen kommen, dies ist beispielsweise in Deutschland im Winter der Fall. Während im Frühjahr, Sommer und Herbst ausreichend Vitamin D gebildet wird, fallen die entsprechenden Serumspiegel im Winter wieder ab – selbst bei ausgewogener Ernährung.
Generell ist es für eine angemessene Vitamin-D-Bildung ausreichend, dass man Gesicht, Hände und Arme unbedeckt und ohne Sonnenschutz 2–3 × die Woche der sogenannten Hälfte der minimalen sonnenbrandwirksamen UV-Dosis von 0,5 MED aussetzt. Dies ist die Hälfte der Zeit, in der man sonst ungeschützt einen Sonnenbrand bekommen würde; längere Zeiten würden lediglich das Risiko für Hautkrebs erhöhen.
Durch UV-A-Strahlung (z. B. in Solarien) kann kein Vitamin D gebildet werden, stattdessen erhöht es das Risiko, an Hautkrebs zu erkranken.

### Einfluss des Hauttypes
Je heller die Haut, desto besser kann UV-B-Strahlung für die Vitamin-D-Bildung genutzt werden. Populationen, die im Laufe der Ausbreitung des Menschen – von Afrika kommend – in nördliche Breiten ausgewandert sind, entwickelten helle Haut. Die einzige Ausnahme bilden die Inuit, die erst seit erdgeschichtlich relativ kurzer Zeit die Arktis bewohnen und ihren Vitamin-D-Bedarf durch die Nahrung decken (Fettfische).
Für einen Menschen mit Hauttyp II reicht bei einem UV-Index von 7 eine Bestrahlungszeit von nur ca. 12 Minuten, um ausreichend Vitamin D zu bilden.
Wenn Menschen mit dunkler Haut heute in höheren Breiten leben, vergrößert sich ihr Risiko für einen Vitamin-D-Mangel zusätzlich. Besonders während der Schwangerschaft kann der Mangel entstehen. Die Supplementation von Vitamin D in der Schwangerschaft kann wegen des hohen Bedarfs unzureichend sein. Einen Mangel fanden Lisa Bodnar und Kollegen in einer Studie bei 80 Prozent der Afroamerikanerinnen und knapp der Hälfte der weißen US-amerikanischen Frauen, und dies, obwohl neun von zehn der insgesamt 400 Schwangeren eine Vitamin-Supplementation betrieben.
Trotz eines im Mittel niedrigeren Vitamin-D-Spiegels bei Afroamerikanern ist deren Knochendichte durchschnittlich höher und das Risiko osteoporotischer Frakturen niedriger als bei Amerikanern mit europäischen Vorfahren. In einer amerikanischen Kohortenstudie mit über 2000 Teilnehmern, je zur Hälfte aus beiden Gruppen, fand sich ein mittlerer 25-OH-Vitamin-D-Spiegel von 15,6 ng/ml bei den Afroamerikanern und von 25,8 ng/ml bei den weißen Amerikanern. Auch das Vitamin-D-bindende Protein (VDBP) war bei Afroamerikanern mit mittleren 168 µg/ml gegen 337 µg/ml deutlich niedriger, während das freie und bioverfügbare 25-OH-Vitamin D mit 2,9 ng/ml gegen 3,1 ng/ml bei beiden Gruppen fast identisch war und die Afroamerikaner eine signifikant höhere Schenkelhals-Knochendichte von mittleren 1,05 g/cm² gegen 0,94 g/cm² aufwiesen. Dabei können die drei Phänotypen des VDBP, die in beiden Gruppen sehr unterschiedlich verteilt sind, fast 80 % der Variationen des VDBP-Spiegels und 9,9 % der Variationen des Vitamin-D-Spiegels erklären, während die Ethnie für weitere 0,1 % bzw. 7,3 % der Variationen der Grund ist und die saisonalen Veränderungen weitere 10,5 % der Vitamin-D-Variationen erklären können.

## Aufnahme durch die Nahrung
Vitamin D3 ist kein gewöhnlicher Nahrungsbestandteil.

### VitaminD in Muttermilch
Muttermilch enthält wenig Vitamin-D-wirksame Komponenten. Ihre Menge ist sehr vom Vitamin-D-Status der Mutter abhängig. Bereits hydroxyliertes 25(OH)Vitamin D3 macht den größten Anteil der antirachitischen Aktivität der Muttermilch aus. Der Vitamin-D-Gehalt in der fetthaltigeren Hintermilch (die der Säugling zuletzt trinkt) ist größer als in der Vordermilch. Wenn die in höheren Breiten lebenden Mütter 50 µg (2000 IE) Vitamin D3 täglich im Winter einnehmen, erreicht ihre Muttermilch die antirachitische Aktivität unsupplementierter Mütter im Sommer, die Antwort ist jedoch individuell sehr unterschiedlich.

### VitaminD in Nahrungsmitteln
Gegenüber dem oben genannten – sich selbst begrenzenden – Maximalwert von bis zu 20.000 IE (250–500 µg) Vitamin-D-Produktion durch Sonnenexposition enthalten nur wenige Nahrungsmittel Vitamin D3 in vergleichbaren Mengen. Es findet sich vor allem in Fettfischen, Innereien und Eiern.
In Pilzen (z. B. Hefen, Champignons) ist das Mycosterin Ergosterin enthalten, das sich bei ausreichender Ultraviolett-Bestrahlung in biologisch aktives Ergocalciferol (Vitamin D2) umwandeln kann. Einige Pflanzen enthalten Ergosterin in Spuren.
Der Vitamin-D3-Gehalt einiger ausgewählter Lebensmittel zeigt die meistens geringe Rolle der Nahrung für die Vitamin-D-Versorgung:
| Nahrungsmittel                                         | µg pro 100 g        | IE pro 100 g (1 µg ≙ 40 IE) | Referenz |
| ------------------------------------------------------ | ------------------- | --------------------------- | -------- |
| Lebertran                                              | 170 µg bis 3.800 µg | 6.800 IE bis 152.000 IE     | [ 40 ]   |
| Matjeshering, gesalzen                                 | 27 µg               | 1.080 IE                    | [ 41 ]   |
| Aal (geräuchert)                                       | 21 µg               | 840 IE                      | [ 42 ]   |
| Lachs                                                  | 16 µg               | 640 IE                      | [ 42 ]   |
| Sardine                                                | 11 µg               | 440 IE                      | [ 42 ]   |
| Kalbfleisch                                            | 3,8 µg              | 152 IE                      |          |
| Hühnerei                                               | 2,9 µg              | 116 IE                      | [ 42 ]   |
| industriell hergestellte Säuglingsmilch in Deutschland | 1–2 µg/100 kcal     | 40–80 IE/100 kcal           | [ 39 ]   |
| Champignons                                            | 1,9 µg              | 76 IE                       | [ 42 ]   |
| Leber (Rind Freilandhaltung)                           | 1,7 µg              | 68 IE                       |          |
| Butter                                                 | 1,2 µg              | 48 IE                       | [ 42 ]   |
| Rahm (Sahne)                                           | 1,1 µg              | 44 IE                       |          |
| Emmentaler                                             | 1,1 µg              | 44 IE                       | [ 42 ]   |
| Gorgonzola                                             | 1 µg                | 40 IE                       | [ 42 ]   |
| Edamer 40 % Fett i. Tr.                                | 0,29 µg             | 12 IE                       | [ 42 ]   |
| Speisequark 40 % Fett i. Tr.                           | 0,19 µg             | 8 IE                        | [ 42 ]   |
| Vollmilch mind. 3,5 % Fett                             | 0,088 µg            | 4 IE                        | [ 42 ]   |
| Joghurt mind. 3,5 % Fett                               | 0,062 µg            | 2 IE                        | [ 42 ]   |
| Muttermilch                                            | 0,01–0,12 µg        | 0,4–4,8 IE                  | [ 39 ]   |

Bei den Angaben muss berücksichtigt werden, dass nicht alle Lebensmittel in gleicher Menge konsumiert werden. Lebertran ist zwar eine reiche Vitamin-D-Quelle, wird aber üblicherweise nur in geringen Mengen verzehrt.

## Chemische Synthese
Vitamin D3 (Cholecalciferol) wird industriell hergestellt, indem 7-Dehydrocholesterol UVB- und UVC-Strahlung ausgesetzt und anschließend gereinigt wird. Als Quellen kommen Lanolin von Schafen oder Fischorgane, insbesondere die Leber, zum Einsatz.
Für die vegane Ernährung geeignetes Vitamin D3 wird mit Enzymen aus Vitamin D2 (Ergocalciferol) hergestellt. Es entsteht aus mit Ultraviolett bestrahltem Ergosterol aus Hefen oder Pilzen. Auch Flechten, Grünalgen oder andere Photosynthese betreibende Eukaryonten produzieren bei UV-Bestrahlung Ergocalciferol.

## Bedarf und künstliche Zuführung
Die Deutsche Gesellschaft für Ernährung (DGE) hat Richtwerte für die Vitamin-D-Menge angegeben, die „bei fehlender endogener Synthese“, also wenn kein Vitamin D durch Sonneneinstrahlung gebildet werden kann, abgedeckt werden sollten. Sie empfiehlt darin für Säuglinge im ersten Lebensjahr täglich 10 µg und für die anderen Kinder und Erwachsenen 20 µg (800 IE) Vitamin D3. In Deutschland werden den meisten Säuglingen im ersten Lebensjahr und eventuell noch im zweiten Winter täglich eine Tablette mit 12,5 µg Vitamin D3 (500 IE) zur Rachitisprophylaxe gegeben.
Die Europäische Behörde für Lebensmittelsicherheit (EFSA) hat die angemessene Aufnahmemenge für alle gesunden Personen über einem Jahr (also auch schwangere und stillende Frauen) auf 15 µg pro Tag festgelegt, für Kleinkinder im Alter von 7–11 Monaten auf 10 µg pro Tag. Die Behörde unterstreicht, dass diese Werte „auf der Annahme minimaler Sonneneinstrahlung und folglich begrenzter Mengen an vom Körper selbst gebildetem Vitamin D“ beruhen. Es handelt sich auch nicht um die Empfehlung, diese Menge an Vitamin D durch Nahrungsergänzungsmittel aufzunehmen, sondern um die Gesamtmenge an Vitamin D, welche dem Körper durch Nahrung, Sonnenstrahlung und gegebenenfalls Nahrungsergänzungsmittel täglich zur Verfügung stehen sollte. Die EFSA geht außerdem davon aus, dass bei Kindern bis zu einem Jahr keine schädliche Wirkung durch übermäßige Zufuhr von Vitamin D zu erwarten ist, wenn sie nicht mehr als 25 µg Vitamin D pro Tag aufnehmen. Bei Kindern von 1–10 Jahren halten sie eine schädliche Wirkung bei Dosen von unter 50 µg und bei Jugendlichen bei Dosen von unter 100 µg für unwahrscheinlich.
Aktuelle Leitlinien in den USA empfehlen 5 µg (200 IE) täglich für Kinder und jüngere Erwachsene, 10 µg (400 IE) für 50- bis 70-Jährige und 15 µg (600 IE) für über 70-Jährige. Allerdings gibt es auch neuere Studien, welche die übermäßige Gabe von Vitamin D in den USA und anderen Ländern kritisieren. Die Behauptung, dass große Teile der nordamerikanischen Bevölkerung und anderer Länder einen Vitamin-D-Mangel hätten, beruhe auf einer Fehlinterpretation, welche sich negativ auf die Gesundheit der Patienten auswirken könne. Das Bundesinstitut für Risikobewertung bewertet die Studienlage so, dass die langfristige und tägliche hochdosierte (50–100 µg, 2.000–4.000 IE) Einnahme von Präparaten ein erhöhtes gesundheitliches Risiko zur Folge haben könnte. Außerdem verweist es darauf, dass die tägliche Einnahme von 20 µg (800 IE) – ohne Sonnenexposition – für den Großteil der Bevölkerung ausreiche, um „den physiologischen Bedarf zur Erhaltung der Knochengesundheit“ zu decken.
Die EsKiMo-Studie hat zwischen 2003 und 2006 das Ernährungsverhalten von 2500 Kindern im Alter von 6 bis 11 Jahren in ganz Deutschland untersucht. Dabei wurde für die tägliche Vitamin-D3-Aufnahme der niedrigste Wert aller untersuchten Nährstoffe in Bezug zum jeweils empfohlenen Wert gemessen. Demnach beträgt die tatsächliche Vitamin-D3-Aufnahme nur etwa 30 % der DGE-Empfehlung. Die Autoren folgern: „Die Zufuhr an Vitamin D ist … suboptimal und kann bei Kindern, die sich kaum im Freien aufhalten, schnell zu einer echten Mangelsituation mit langfristig negativen Folgen für die Knochengesundheit führen.“
Die im September 2008 veröffentlichte DONALD-Ernährungsstudie vom Forschungsinstitut für Kinderernährung (FKE) bestätigte die Vitamin-D3-Unterversorgung bei Kindern. Bei den 598 Studienteilnehmern im Alter von 1 bis 12 Jahren ergab die Auswertung nach Einzelprotokollen, dass acht von zehn Kindern die Empfehlung der DGE für Vitamin D nicht erreichen.
Die Unterversorgung mit Vitamin D3 ist in vielen Ländern mit mäßiger Sonneneinstrahlung, langen Wintern und nur mäßigem Fettfischkonsum ein rege diskutiertes Problem. Eine Lösung besteht darin, Vitamin-D-haltige Lebensmittel täglich aufzunehmen und in den Sommermonaten durch tägliche kurze und intensive Sonnenexposition eine Reserve aufzubauen. Darüber hinaus wird durch die Anreicherung von Lebensmitteln mit Vitamin D3 in vielen Ländern eine Erhöhung der Zufuhr aus der Nahrung angestrebt.
Die tägliche Vitamin-D-Aufnahme mit der Nahrung in verschiedenen Ländern ist ungefähr wie folgt (1 µg entspricht 40 IE Vitamin D3):
| Bevölkerungsgruppe                | tägliche Vitamin-D3-Aufnahme | davon supplementiertes Vitamin D3 | Referenz |
| --------------------------------- | ---------------------------- | --------------------------------- | -------- |
| junge, weiße amerikanische Männer | 8,1 µg                       | 5,1 µg                            | [ 52 ]   |
| junge, weiße amerikanische Frauen | 7,3 µg                       | 3,1 µg                            | [ 52 ]   |
| schwarze amerikanische Erwachsene | 6,2 µg                       | 4,3 µg                            | [ 52 ]   |
| britische Männer                  | 4,2 µg                       | 1,4 µg                            | [ 52 ]   |
| britische Frauen                  | 3,7 µg                       | 1,1 µg                            | [ 52 ]   |
| japanische Frauen                 | 7,1 µg                       | 0 µg                              | [ 52 ]   |
| norwegische Männer                | 6,8 µg                       | 2,9 µg                            | [ 52 ]   |
| norwegische Frauen                | 5,9 µg                       | 2,9 µg                            | [ 52 ]   |
| spanische Männer                  | ca. 4 µg                     |                                   | [ 52 ]   |
| spanische Frauen                  | ca. 3 µg                     |                                   | [ 52 ]   |
| deutsche Männer                   | 2,9 µg                       | 0 µg                              | [ 39 ]   |
| deutsche Frauen                   | 2,2 µg                       | 0 µg                              | [ 39 ]   |
| italienische Haushalte            | 3,0 µg                       |                                   | [ 39 ]   |

Innerhalb dieser Bevölkerungsgruppen und zwischen den ausgewerteten Studien variieren diese Durchschnittsangaben aber erheblich.
In Deutschland ist die Vitamin-D3-Supplementation bei Erwachsenen bislang nicht üblich. Die Ergebnisse der nationalen Verzehrstudie 2008 zeigen, dass nur etwa 3 % aller befragten Frauen und weniger als 2 % der befragten Männer zusätzlich 5 µg Vitamin-D3 pro Tag aufnehmen.
In den USA und in Kanada wird die Trinkmilch regelmäßig mit 10 µg Vitamin D3 pro Liter supplementiert. In Großbritannien, Irland und Australien dürfen Frühstückscerealien und Margarine mit Vitamin D3 supplementiert werden. In Norwegen und Japan trägt der Fettfischkonsum zur Vitamin-D-Versorgung durch die Nahrung bei. In Norwegen ist darüber hinaus die Einnahme von Lebertran als Nahrungsergänzungsmittel noch immer sehr weit verbreitet. In den meisten anderen Ländern wird mit der Nahrung kaum Vitamin D3 aufgenommen.
Industriell hergestellte Säuglingsmilch muss in den USA mit 1 bis 2,5 µg / 100 kcal supplementiert sein. Säuglinge, die gestillt werden oder weniger als 500 ml dieser Formelnahrung trinken, sollen täglich 200 IE (5 µg) Vitamin D3 bekommen.

## Vitamin-D3-Mangel
Nach einer Metaanalyse von 2016 bezüglich der zusammengelegten (gepoolten) Daten von 55.844 Europäern verschiedener Länder wurde bei 13,0 % eine Mangelversorgung festgestellt, gemäß der definierten Grenze von 25(OH)D < 30 nmol/l (< 12 ng/ml) im Jahresdurchschnitt. Wurden die Proben von April bis November genommen, was in der Studie als ausgedehnter Sommer bezeichnet wurde, war dies bei 8,3 % der Fall, bei Probenentnahmen von Oktober bis März, dem „ausgedehnten“ Winter, wiesen 17,7 % einen Mangel auf.
In Deutschland befinden sich laut DEGS1-Erhebung, auf die das Robert Koch-Institut bei dem Thema verweist, in den Monaten November bis April mindestens 25 % der Serumkonzentrationen der getesteten Bevölkerung innerhalb des von allen Seiten als schweren Vitamin-D-Mangel anerkannten Bereichs unter 30 nmol/l. In den Monaten Februar und März befinden sich gemäß der genannten Erhebung mehr als 50 % der Konzentrationen im Bereich dieses schweren Mangels.
Ohne einen begründeten Verdacht sei es nach Einschätzung der Deutschen Gesellschaft für Ernährung (DGE) nicht sinnvoll, den eigenen Vitamin-D-Spiegel bestimmen zu lassen. Wenn man hingegen einer Risikogruppe angehört, könne es wegen der wichtigen Funktionen von Vitamin D3 im menschlichen Stoffwechsel jedoch auch angebracht sein, entsprechende Präparate zusätzlich zur Nahrung einzunehmen.

### Risikogruppen
Ältere Menschen ab 65 Jahren zählen zu den Risikogruppen, da im Alter die Fähigkeit der Vitamin-D-Syntheseleistung der Haut deutlich abnimmt. In kurzer Zeit kann so keine große Menge an Vitamin D mehr erzeugt werden.
Die erforderliche Sonnenexposition ist häufig nicht gewährleistet bei Menschen, die über einen längeren Zeitraum immobil bzw. bettlägerig sind und nicht ausreichend Zeit im Freien verbringen. Ebenso gehören Menschen, die sich nur mit gänzlich bedecktem Körper ans Tageslicht begeben, zu den Risikogruppen.
Angesichts des in Europa insbesondere unter Menschen in Pflegeheimen und unter Menschen außereuropäischer Herkunft verbreiteten Vitamin-D-Mangels empfehlen Wissenschaftler eine tägliche Vitamin-D-Supplementation für Personen, die zu einer Risikogruppe gehören.
Säuglinge sind ebenfalls gefährdet, da sie wegen ihrer empfindlichen Haut und der unzureichenden Hitzeregulation nicht der direkten Sonne ausgesetzt werden dürfen. Unter gesunden Säuglingen, Kindern und Jugendlichen in Europa ist Vitamin-D-Mangel weit verbreitet. Zu den pädiatrischen Risikogruppen gehören:
- gestillte Säuglinge ohne die empfohlene Vitamin-D-Gabe
- dunkelhäutige Kinder und Jugendliche in nördlichen Ländern
- Kinder und Jugendliche ohne ausreichende Sonnenexposition und
- übergewichtige Kinder.

Chronische Erkrankungen wie Leberkrankheiten und Nierenerkrankungen gelten ebenfalls als Hindernis für Vitamin-D-Aufnahme. In Folge einer exokrinen Pankreasinsuffizienz kann es aufgrund einer verminderten bis fehlenden Produktion von Verdauungsenzymen zu einer mangelhaften Aufnahme von Vitamin D kommen.

### Symptome
Ein Vitamin-D-Mangel äußert sich im Allgemeinen unspezifisch. Zu den Symptomen von Vitamin-D-Mangel bzw. der D-Avitaminose bei Erwachsenen gehören vor allem diffuse Knochen- und Muskelschmerzen sowie Muskelschwäche (Myopathie); zudem sind Frakturen (Knochenbrüche) möglich.
Verschiedene Studien führen die unterschiedlichsten Gesundheitsprobleme auf einen Vitamin-D-Mangel zurück. Die US-Gesundheitsorganisation Institute of Medicine (IOM) hat über 1000 solcher Studien geprüft und kommt zu dem Ergebnis, dass sich in diesen Studien für fast keines dieser Probleme ausreichende Beweise finden lassen. Eine Ausnahme sieht das IOM bei Knochenleiden, für welche seiner Meinung nach die Beweislage eindeutig ist.
Die eindrucksvollsten Symptome, die krankheitskennzeichnend sind, findet man am menschlichen Skelett. An erster Stelle stehen hier die Skelettschmerzen und Knochenverbiegungen, welche durch Diaphysenschäden aufgrund einer beeinträchtigten Knochenmineralisation entstehen. Des Weiteren kommt es zu Achsenabweichungen, die durch Knieverformungen zustande kommen, und Auftreibung bzw. Brechung der metaphysären Wachstumsfugen. Durch diese Veränderungen im Skelettsystem entstehen klinische Bilder wie die Skoliose, der Glockenthorax, der rachitische Rosenkranz (umschriebene Rippenschwellung an der Knorpel-Knochen-Grenze) oder die Kyphose. Es konnte auch ein wesentlicher Einfluss einer Vitamin-D3-Minderversorgung auf Überlastungsschäden am kindlichen Gelenk in Form der Osteochondrosis dissecans nachgewiesen werden. Hier führt das fehlende Vitamin D zu einem vermehrten Einbau von kalksalzfreiem Osteoid in wachsenden Knochen.
Der zweite Symptomkreis beruht auf Veränderungen im Nervensystem. Hier werden vor allem eine Neigung zur Tetanie, eine muskuläre Hypotonie und auch eine allgemeine motorische Entwicklungsverzögerung beobachtet. Darüber hinaus können Patienten mit Vitamin-D-Mangel epileptische Anfälle haben. Weitere Symptome sind Herzrhythmusstörungen, die durch eine Hypokalzämie entstehen können, eine allgemein erhöhte Infektanfälligkeit und eine Zahnfleischwucherung, die sogenannte Gingivahyperplasie.

### Folgen
Seit den 1990er Jahren wurde gezeigt, dass das Vitamin-D-System in verschiedenen anderen Geweben insbesondere intern steuernde (autokrine) Funktionen hat, welche die Zelldifferenzierung, die Hemmung der Zellproliferation, die Apoptose, die Immunmodulation und die Kontrolle anderer hormonaler Systeme umfasst. Daher wurde intensiv auf diesem Gebiet geforscht, wobei jene Studien teilweise zu sehr unterschiedlichen Ergebnissen kamen. Relativ unumstritten ist, dass Vitamin-D-Supplementierung bei Risikopersonen Stürze und Knochenbrüche verhindern kann. Andere Wirkmechanismen sind trotz vieler Studien noch nicht verstanden. Auffällig ist, dass viele Studien, die nach einem Zusammenhang zwischen Vitamin-D-Konzentration im Blut und Krankheiten suchten, diesen in der Regel fanden. Auf der anderen Seite kamen Studien, die untersuchten, ob Menschen, die zusätzlich Vitamin D einnehmen, mit geringerer Häufigkeit erkranken, häufig zu dem Schluss, dass kein Zusammenhang besteht. Eine Erklärungsmöglichkeit dafür wäre, dass nicht der niedrige Vitamin-D-Spiegel zu einer Krankheit führt, sondern dass die entzündlichen Prozesse, die mit vielen Krankheiten einhergehen, zu einem niedrigen Vitamin-D-Spiegel führen.

#### Kardiovaskuläre Erkrankungen
Die Deutsche Gesellschaft für Ernährung (DGE) bewertete 2011 die Studienlage so, dass bei Gesunden wahrscheinlich kein Einfluss zwischen Vitamin-D-Supplementation und dem Blutdruck bestehe. Demgegenüber gebe es aber Hinweise darauf, dass bei bestehendem Bluthochdruck ein blutdrucksenkender Effekt eintrete. Die DGE bewertete die Studienlage in Hinsicht auf kardiovaskuläre Erkrankungen als widersprüchlich. Trotzdem stufte sie einen Zusammenhang als „möglich“ ein.
Auch in einer Übersichtsstudie von 2018 wurde festgestellt, dass die Forschung bis dato noch nicht zu eindeutigen Ergebnissen geführt hätte, die Empfehlungen hinsichtlich einer zusätzlichen Einnahme (Supplementation) von Vitamin D begründen könnten.
Eine 2019 veröffentlichte Metaanalyse über 21 Studien mit insgesamt 83.291 Teilnehmern ergab, dass eine Vitamin-D-Supplementation keinen Herz-Kreislauf-Schutz bietet. Weder bei schweren kardiovaskulären Ereignissen (primärer Endpunkt) noch bei Herzinfarkt, Schlaganfall, Herz-Kreislauf-Sterblichkeit oder Gesamtsterblichkeit (sekundäre Endpunkte) zeigte sich ein Unterschied zwischen den Gruppen, die Placebo oder Verum erhalten hatten. Ausgangs-Vitamin-D-Spiegel, Geschlecht der Teilnehmer, Dosis und Formulierung der Vitamin-D-Supplemente sowie die zusätzliche Gabe von Calcium waren ohne Einfluss auf das Ergebnis.

#### Infekte
Der mögliche Zusammenhang von Vitamin D und Virus-Infektionen ist Gegenstand der Forschung. Eine tägliche, niedrigdosierte Vitamin-D-Gabe (400–1000 IU/Tag) kann bei Kleinkindern oder Jugendlichen (1–16 Jahren) einen schwachen Schutzeffekt vor akuten Infektionen der Atemwege entfalten. Höhere Dosierungen zeigten keinen Vorteil, andere Altersgruppen profitieren nicht.
Im Rahmen von COVID-19 geriet der mögliche Einfluss einer Vitamin-D-Supplementierung in den Fokus vieler Untersuchungen. Im Juni 2020 hatte das US-amerikanische National Institutes of Health keine Evidenzen für oder gegen eine Vitamin-D-Gabe gefunden, um COVID-19 zu behandeln oder davor zu schützen. Dem schloss sich das britische National Institute for Health and Care Excellence (NICE) an. Beide Organisationen halten an den vorausgegangenen Empfehlungen zur Vitamin-D-Supplementierung fest und weisen darauf hin, dass mehr Menschen Vitamin D benötigen, da sie während der Pandemie häufiger zu Hause waren. Daher hat der National Health Service Vitamin D an Personen mit hohem Erkrankungsrisiko kostenlos abgegeben. Im Dezember 2020 riet das NICE davon ab, mit Vitamin D zur alleinigen Behandlung oder Prävention vor COVID-19 zu supplementieren. Ein Cochrane-Metareview sowie das RKI sehen ebenfalls keine ausreichende Evidenz für eine Behandlung mittels Vitamin D.
Einer neuen Metastudie zufolge hat Vitamin-D eine protektive Wirkung gegenüber Atemwegserkrankungen. Trotz nachgewiesen defizitärer Spiegel bei schweren COVID-Erkrankungen können die Autoren daraus aber keine generelle Empfehlung zu einer COVID-Prophylaxe ableiten. Zu gleicher Einschätzung kommt das BfR in seiner jüngsten Revision zur Bewertung von Vitamin-D. Allgemein wird für Personengruppen, die aufgrund einer Vitamin-D-Unterversorgung zur Risikogruppe zählen – z. B. Menschen mit dunkler Hautfarbe, ältere Menschen, Personen, die sich nicht oder kaum im Freien aufhalten oder dies gänzlich bedeckt tun – eine tägliche Supplementierung von 20 µg ≙ 800IE empfohlen.
Ein systematischer Review vom November 2020 von 27 Publikationen zeigte, dass ein Vitamin-D-Mangel nicht mit einer erhöhten Infektanfälligkeit von COVID-19 assoziiert ist. Jedoch besteht eine positive Korrelation zwischen Vitamin-D-Mangel und der Schwere einer COVID-Infektion (inklusive Todesfälle).
Eine schwerwiegende Komplikation von COVID-19 ist das sogenannte akute Lungenversagen, das durch einen Vitamin-D-Mangel verschlimmert werden kann. Daher werden eine Reihe von klinischen Prüfungen in verschiedenen Ländern durchgeführt, um einen möglichen Nutzen einer Vitamin-D-Gabe zur Prävention und Behandlung von SARS-CoV-2-Infektionen zu untersuchen.

#### Asthma und Autoimmunkrankheiten
Es wurde untersucht, ob eine Unterversorgung mit Vitamin D ein Risikofaktor für folgende Erkrankungen sein könnte:
- Autoimmunkrankheiten[84] (wie z. B. Multiple Sklerose,[85][86] Diabetes mellitus Typ 1,[87] Systemischer Lupus erythematodes[88]) möglicherweise.
- Asthma: Trotz intensiver Forschung ist immer noch unklar (Stand 2019), ob Vitamin-D-Zugabe bei Asthma einen Einfluss hat.[89] Ein Cochrane-Review von 2023 stellte keinen Vorteil fest durch eine zusätzliche Vitamin-D-Gabe bei Patienten mit annähernd normalem Vitamin-D-Niveau.[90]
- Für einen kausalen Zusammenhang zwischen einem Vitamin-D-Defizit und Diabetes mellitus Typ 2 gibt es keine Evidenz (Stand 2020).[62]

#### Erkrankungen mit Häufung bei älteren Menschen
Eine Unterversorgung mit Vitamin D scheint nach bisherigen Untersuchungen ein Risikofaktor für folgende Erkrankungen zu sein:
- Knochenerkrankungen: Osteopenie (umstritten) und Osteoporose[91]
- Sturzrisiko: Durch ergänzende Einnahme von Vitamin D lässt sich möglicherweise die Anzahl der Stürze von Menschen über 65 Jahren reduzieren. Die Einnahme von 700 bis 1000 IE reduzierte das Sturzrisiko um 19 Prozent.[92] Eine Metaanalyse von 2014 gelangte jedoch zu einem gegenteiligen Ergebnis.[93]
- Parkinson-Krankheit[94]
- Schlafstörungen wie obstruktives Schlaf-Apnoe-Syndrom,[95] verlängerte Einschlafphase[96] und Tagesmüdigkeit[97][98]

#### Krebs und weitere Erkrankungen
Das deutsche Krebsforschungszentrum hat 2014 in einer Metastudie mehrere europäische und US-amerikanische Beobachtungsstudien ausgewertet und kam zu dem Ergebnis, dass „Vitamin-D-Mangel wahrscheinlich keinen Einfluss auf die Krebsentstehung hat“, weshalb die Autoren nicht generell empfahlen, vorbeugend (prophylaktisch) Vitamin-D-Präparate einzunehmen. Gleichwohl könne sich ein niedriger Vitamin-D-Spiegel negativ auf den Verlauf einer bereits bestehenden Krebserkrankung auswirken. Die Ergebnisse eines wahrscheinlich nicht vorhandenen Einflusses auf die Krebsentstehung wurden dann 2017 in einer umfangreichen Auswertung von genetischen und epidemiologischen Datenbanken bestätigt. So haben die Daten von über 70.000 Krebspatienten, die an sieben unterschiedlichen Krebsarten erkrankt waren, keinen kausalen Zusammenhang zwischen den Gen-Varianten, die den Vitamin-D-Spiegel im Blut beeinflussen, und dem Erkrankungsrisiko gezeigt. Auch das RKI sieht bei einem Vitamin-D-Defizit keinen kausalen Zusammenhang für Krebserkrankungen.
2017 endete die große randomisierte Placebo-kontrollierte Interventionsstudie VITAL zur vorbeugenden Supplementation mit Vitamin D in der US-amerikanischen Allgemeinbevölkerung. Die Ergebnisse wurden im November 2018 veröffentlicht. Dabei wurden 25.871 gesunde im Mittel 67-jährige Männer und Frauen untersucht, sie nahmen täglich entweder 2.000 IE Vitamin D oder Placebo ein. Im Vergleich zur Placebo-Einnahme konnte nach – im Median – 5,3 Jahren durch Vitamin-D-Einnahme das Risiko, an Krebs oder im Bereich Herz-Kreislauf zu erkranken, nicht gesenkt werden. Eine Vitamin-D-Gabe zur Prävention dieser Erkrankungen erwies sich als ungeeignet.
Die Meta-Analyse von sechs randomisierten kontrollierten Studien über schwer erkrankte Patienten in Intensivpflege zeigte keine Linderung der Beschwerden bei einer Vitamin-D-Gabe. Hohe tägliche Dosen von mehr als 300.000 IE haben dabei auch die Mortalität nicht gesenkt.
Drei Metaanalysen klinischer Studien von 2019 kamen zu dem Ergebnis, dass eine Vitamin-D-Supplementierung bei einer Antikrebstherapie mit einer Verringerung der Sterberate an Krebs um etwa 13 Prozent einherging, jedoch nicht mit einem verringerten Krebsrisiko. So betrug beispielsweise die Sterberate einer parallelen Vitamin-D-Supplementierung 2,11 % im Vergleich zur Placebogruppe von 2,43 %. Die Ergebnisse der Metaanalyse von N. Keum et al. übertrug das Deutsche Krebsforschungszentrum (DKFZ) im Jahr 2021 auf Deutschland und errechnete, dass bei einer Vitamin-D-Supplementierung aller Deutschen über 50 Jahre möglicherweise bis zu 30.000 Krebstodesfälle pro Jahr vermieden und bei gleichzeitiger Kostenersparnis mehr als 300.000 Lebensjahre gewonnen werden könnten. Die Autoren betonen, dass die Supplementierung keinesfalls eine spezifische Antikrebstherapie ersetzt. Welche biologischen Mechanismen dem zugrunde liegen könnten, sei noch nicht genau geklärt. Eine routinemäßige Bestimmung des Vitamin-D-Spiegels wird für verzichtbar erachtet, da bei einer Supplementierung von 1.000 internationalen Einheiten eine Überdosierung nicht zu befürchten sei. Es verdichten sich weitere positive Gesundheitseffekte einer ausreichenden Vitamin-D-Versorgung, etwa bei den Sterberaten an Lungenerkrankungen.
Eine Unterversorgung mit Vitamin D könnte nach bisherigen Untersuchungen allerdings ein Risikofaktor für folgende Erkrankungen sein:
- Muskelschwäche und -schmerzen und Fibromyalgie[112][113][114]
- Infektionskrankheiten wie Tuberkulose[115] oder Atemwegsinfekte[58]
- Parodontitis[116]

### Vitamin-D-Bestimmung
Die Bestimmung des Vitamin-D3-Spiegels im Blutserum reflektiert nur die Vitamin-D-Aufnahme mit der Nahrung bzw. die Eigensynthese in der Haut während der letzten Stunden bis Tage. Für eine Untersuchung des längerfristigen Vitamin-D-Status ist die Bestimmung des 25(OH)Vitamin-D3-Spiegels im Blut, in das Vitamin D3 in der Leber rasch umgewandelt wird (siehe oben), sinnvoller. Die Halbwertszeit des 25(OH) Vitamins D3 in der Blutzirkulation ist je nach Vitamin-D-Gesamtstatus 1–2 Monate. Bis sich nach einer Änderung der täglichen Vitamin-D-Zufuhr ein neues Fließgleichgewicht mit einem dann wieder stabilen Serumwert einstellt, vergehen bis zu vier Monate.
Das 25(OH)D3 lässt sich seit Anfang der 1980er Jahre bestimmen und ermöglichte ein weitergehendes Verständnis für die Physiologie des Vitamins D3. Die Angabe der Messwerte erfolgt entweder in Gewichts- oder molaren Konzentrationseinheiten, wobei 1 ng/ml etwa 2,5 nmol/l entspricht.
Die analytische Messung des 25(OH)Vitamin-D3-Spiegels im Serum kann nach HPLC-Trennung mittels massenspektrometrischer Detektion (MS) erfolgen. „Goldstandard“ ist der Radiorezeptor-Assay (RRA) unter Verwendung eines 3H-markierten Tracers, der jedoch in Deutschland so gut wie nicht mehr zur Anwendung kommt. Weniger aufwendig sind automatisierte, routinetaugliche immunologische Methoden, die jedoch als störanfällig gelten. Größere Messunsicherheit wird den in Apotheken erhältlichen Schnelltests zugeschrieben, da eine zuverlässige Qualitätskontrolle für solche nicht existiere.
Zuverlässige qualitative und quantitative Bestimmungen der D-Vitamine sind in letzten Jahren nach angemessener Probenvorbereitung durch Kopplung der HPLC mit der Massenspektrometrie entwickelt worden. Sie eignen sich sowohl für die Untersuchung von Serumproben als auch für Muttermilch oder ausgewählte Lebensmittel.

#### Bewertung des 25(OH)Vitamin-D3-Spiegels

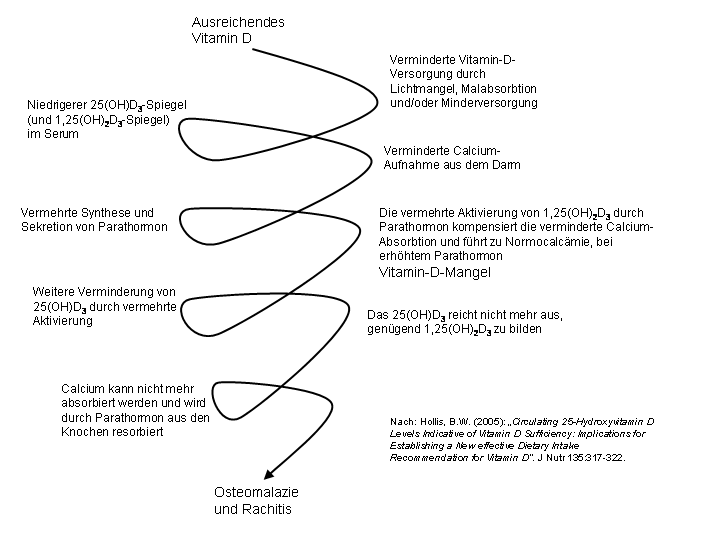
Spirale von ausreichender Vitamin-D-Versorgung bis zur klinisch manifesten Rachitis (nach)

Menschen aus südlichen Ländern, die viel der Sonne ausgesetzt sind und ihre Haut nicht komplett bedecken, haben häufig Serumkonzentrationen von 50 bis 90 ng/ml. Bei ursprünglich lebenden Massai und Hadza wurde ein mittlerer 25(OH)Vitamin-D3-Spiegel von 46 ng/ml gemessen.
Ab einer Serumkonzentration von unter 30 ng/ml kompensiert der Körper mangelnde Vitamin-D-Wirkungen auf den Calciumhaushalt mit einem erhöhten Parathormon (s. u.). Die Calciumabsorption im Darm ist im Wesentlichen von der aktiven Form 1α,25(OH)2Vitamin D3 beeinflusst und unabhängig vom 25 (OH) Vitamin-D3 Spiegel. Ältere Studien hatten angenommen, dass die Calciumabsorption im Darm ab einem 25(OH)Vitamin-D3-Spiegel unter 30 ng/ml gebremst wird.
Die Definition des Vitamin-D-Mangels anhand des 25-OH-Vitamin-D-Spiegels ist weiterhin kontrovers, und das amerikanische Institute of Medicine benennt weiterhin als unteren Grenzwert 20 ng/ml.
Andere gehen von folgender Bewertung der Serumkonzentration für 25(OH)D3 aus:
- Werte unter 11 ng/ml bedeuten eine ernste Rachitisgefahr für Kleinkinder und Säuglinge sowie eine Osteomalaziegefahr für den Erwachsenen.
- Werte unter 20 ng/ml bedeuten einen langfristig relevanten Vitamin-D-Mangel (auch wenn eine manifeste Rachitis oder Osteomalazie nicht zwangsläufig auftritt).
- Werte zwischen 20 und 30 ng/ml bedeuten einen relativen Mangel („Insuffizienz“).
- Werte zwischen 30 und 60 ng/ml bedeuten eine physiologisch sicher ausreichende Versorgung.
- Werte über 88 ng/ml können eine Vitamin-D-Überversorgung bedeuten.
- Werte über 150 ng/ml bedeuten eine Vitamin-D-Intoxikation.[17][124]
- Werte über 280 ng/ml führen zu ernsthaften Störungen in der Calciumhomöostase.[129]

Bezüglich dieser Normwerte differieren die Literaturangaben. In der sechsten Auflage des Buches Labor und Diagnose werden folgende Referenzbereiche für Vitamin D 25 OH genannt: Alter bis 50 Jahre: 50 bis 175 nmol/l (20 bis 70 ng/ml), Alter ab 50 Jahre: 63 bis 175 nmol/l (26 bis 70 ng/ml). Werte zwischen 50 und 100 ng/ml werden als gut bezeichnet.
Der Blutspiegel wird über einen weiten Dosisbereich täglicher Vitamin-D-Zufuhr von 20 µg (800 IE) bis 250–500 µg (10.000–20.000 IE) bei Erwachsenen in einem Bereich von 30 bis 88 ng/ml gehalten und steigt erst bei noch höherer Zufuhr an. Diese obere Grenze (20.000 IE) entspricht der maximalen täglichen Bildung des Vitamins D3 in der Haut.

#### Häufigkeit niedriger 25(OH)Vitamin-D3-Spiegel
Je nach Jahreszeit, geografischer Breite, Nahrungsgewohnheiten, Bevölkerungsgruppe und Lebensstil fällt der 25(OH)Vitamin-D3-Spiegel in Bereiche, bei denen man von einem Vitamin-D-Mangel ausgehen muss. Niedrige Vitamin-D-Spiegel sind ein unabhängiger und langfristiger Risikofaktor für eine Reihe von Krankheiten (Krebserkrankungen, Autoimmunerkrankungen, Infektanfälligkeit, brüchigere Knochen). Da (wie oben erklärt) ein niedriger Vitamin-D-Spiegel zivilisationsbedingt ist, ist er zwar oft normal, aber deshalb noch nicht gesund. Folgende Werte fanden sich in verschiedenen Studien:
| Ort                    | geogr. Breite | Gruppe, Alter               | Sommer/Herbst (ng/ml ± SD)               | Winter/Frühjahr (ng/ml ± SD) | Ref.    |
| ---------------------- | ------------- | --------------------------- | ---------------------------------------- | ---------------------------- | ------- |
| Miami (Florida)        | 26°           | über 18. Lj.                | 26,8 ± 10,3 (Männer) 25,0 ± 9,4 (Frauen) | 23,3 ± 8,4                   | [ 124 ] |
| Boston (Massachusetts) | 43°           | weiße Frauen 20.–40. Lj.    | 34,2 ± 13,2                              | 24,0 ± 8,6                   | [ 124 ] |
| Boston (Massachusetts) | 43°           | schwarze Frauen 20.–40. Lj. | 16,4 ± 6,6                               | 12,1 ± 7,9                   | [ 124 ] |
| Paris                  | 49°           | männliche Jugendliche       | 23,4 ± 8,0                               | 8,2 ± 2,8                    | [ 124 ] |
| Calgary (Alberta)      | 51°           | 27.–89. Lj.                 | 28,6 ± 9,4                               | 22,9 ± 8,5                   | [ 124 ] |

Paris wurde als Vertreter mitteleuropäischer Verhältnisse bezüglich geografischer Breite, Nahrungsgewohnheiten und Supplementation in die Tabelle aufgenommen. Hier fällt insbesondere der äußerst niedrige Wert im Winter auf.

Die Auswirkung unterschiedlicher Hautpigmentierung wird am Beispiel aus Boston deutlich.

### Zusätzliche Einnahme als Ausgleich oder Ergänzung
Eine Supplementierung von Vitamin D in Nahrungsergänzungsmittel (NEM) zählt zu den beliebtesten, in Deutschland wurden 2018 etwa 5,7 Millionen Packungen Nahrungsergänzungsmittel mit Vitamin D in Apotheken, Drogerien und Supermärkte verkauft. Die Notwendigkeit einer Co-Supplementation mit Vitamin K ist jedoch nicht belegt.

#### In der Schwangerschaft
In Bezug auf die Einnahme von Vitamin D während der Schwangerschaft ist die Studienlage nicht eindeutig. Das Bundesinstitut für Risikobewertung weist aber darauf hin (Stand: 2004), dass eine Überdosierung von Vitamin D in der Schwangerschaft schwerwiegende Folgen haben kann. Es könne z. B. „zu körperlicher und geistiger Retardierung, supravalvulärer Aortenstenose und Retinopathie des Kindes“ kommen. Daher sollten schwangere Frauen „Tagesdosen über 12,5 μg (500 IE)/Tag nur nach strenger Indikationsstellung einnehmen“.
Die generelle Empfehlung für Schwangere, zusätzliches Vitamin D als Ausgleich einzunehmen, wird auch durch eine Großstudie an 3.960 Mutter-Kind-Paaren in Frage gestellt, in der der mütterliche Calciferol-Spiegel nahezu keinen Einfluss auf die kindliche Knochendichte hatte.
Zwei systematische Übersichtsarbeiten von 2017 und 2018 fanden keinen Zusammenhang zwischen dem Vitamin-D-Status während der Schwangerschaft und späteren Allergien oder Asthma des Kindes.

#### Allgemeinbevölkerung
Ein statistischer Zusammenhang zwischen niedrigen Vitamin-D-Werten und verminderter Lebenserwartung ergab sich in einer sehr großen Zahl von Untersuchungen. Bislang (Stand 2019) war es jedoch nicht möglich zu klären, inwieweit niedrige Vitamin-D-Werte zu einem früheren Tod beitragen oder inwieweit ein schlechterer Gesundheitszustand zu niedrigeren Vitamin-D-Werten führt. Das Verhältnis von Ursache und Wirkung blieb also unklar. Eine konkrete Möglichkeit zur Klärung dieser Frage zeichnet sich jedoch ab. Sie besteht durch umfassende genetische Studien vom Typ der Mendelschen Randomisierung. Erste Ergebnisse solcher Studien liegen bereits vor. Sie lassen noch keine sicheren Schlussfolgerungen zu, zeigen jedoch, dass solche wahrscheinlich in naher Zukunft möglich sein werden.
Vitamin-D3-Supplementation senkt bei älteren Menschen und Krebspatientinnen und -patienten vermutlich die Gesamtmortalität, Vitamin-D2-, Alfacalcidol- und Calcitriol-Präparate zeigen keinen solchen Effekt. Bei gleichzeitiger Einnahme von Vitamin D3 und Kalzium treten gehäuft Nierensteine auf.
In Ländern wie USA, Kanada, Schweden und Finnland werden bestimmte Lebensmittel bereits seit Jahren durch staatliche Vorgaben mit Vitamin D supplementiert. In vielen Ländern wird aufgrund der neuen Erkenntnisse in den letzten Jahren die Supplementation per Regularien angedacht, z. B. sogar im äquatornahen Indien.
In einer randomisierten, kontrollierten Studie bei fast 400 Personen über 70 Jahren konnte man keine Erhöhung der Knochendichte nach Vitamin-D-Einnahme beobachten. Sie hatten über ein Jahr 24.000 oder 48.000 IE Vitamin D monatlich eingenommen. Eine weitere Studie kam 2022 zu dem Schluss, dass Vitamin-D-Gabe bei Gesunden nicht vor Knochenbrüchen schützt.
Das Institut für Qualität und Wirtschaftlichkeit im Gesundheitswesen (IQWiG) veröffentlichte auf seiner laufend aktualisierten Online-Plattform Gesundheitsinformation.de hinsichtlich Osteoporose folgende Schlussfolgerung (Stand März 2019):

„Nahrungsergänzungsmittel mit Vitamin D haben nach aktuellen Forschungsergebnissen jedoch keinen Nutzen.“

#### D-A-CH-Referenzwerte der DGE, ÖGE, SGE/SVE
Die Deutsche Gesellschaft für Ernährung sieht trotz vergleichsweise niedrig angenommener Referenzwerte die „Vitamin-D-Versorgung in Deutschland als insgesamt nicht ausreichend“ an (2017). Sie rät in der bestehenden Empfehlung von 2012 bislang dennoch davon ab, ohne speziellen Grund Vitamin-D-Präparate zu sich zu nehmen. Eine Supplementierung sei nur zu empfehlen, wenn „eine unzureichende Versorgung nachgewiesen wurde und wenn eine gezielte Verbesserung der Versorgung, weder durch die Ernährung noch durch die körpereigene Vitamin-D-Bildung durch Sonnenbestrahlung zu erreichen ist.“ In der Regel werde in Deutschland durch diese Maßnahmen eine ausreichende Versorgung gewährleistet. Bei fehlender endogener Synthese, wenn also Menschen dauerhaft ohne Sonnenbestrahlung leben, empfiehlt die DGE, durch Nahrung und Vitamin-D-Präparate die folgenden Mengen an Vitamin D zu sich zu nehmen: Sie gibt diese nun als „Schätzwerte für eine angemessene Zufuhr bei fehlender endogener Synthese“ an; die bis 2012 geltenden „Zufuhrempfehlungen“ wurden ohne Berücksichtigung der Eigensynthese ausgesprochen und waren im Mittel um den Faktor 4 geringer. Im Jahr 2012 wurden die folgenden Werte veröffentlicht:
- Säuglinge (0 bis unter 12 Monaten): 10 µg / 400 IE pro Tag (Schätzwert)
- Kinder (1 Jahr bis unter 15 Jahre): 20 µg / 800 IE pro Tag
- Jugendliche und Erwachsene (15 Jahre bis unter 65 Jahren): 20 µg / 800 IE pro Tag
- Erwachsene ab 65 Jahren: 20 µg / 800 IE pro Tag
- schwangere Frau: 20 µg / 800 IE pro Tag
- stillende Frau: 20 µg / 800 IE pro Tag

Zusammengefasst: Alle Personen 20 µg / 800 IE, Säuglinge bis 1 Jahr alt, die Hälfte dieser Dosis; 1 µg = 40 Internationale Einheiten (IE); 1 IE = 0,025 µg

#### Institute of Medicine
Die US-Gesundheitsorganisation Institute of Medicine (IOM) untersuchte zwischen 2008 und 2010 das bis dato vorhandene Datenmaterial über Vitamin D und seine Folgen für die menschliche Gesundheit. Ziel der Studie war es, konkrete, auf wissenschaftlichen Studien basierte Empfehlungen bezüglich Vitamin D zu geben. Die Studie ergab, dass gesundheitliche Vorteile über die Knochengesundheit hinaus für Vitamin-D-Werte höher als 20 μg/l wissenschaftlich umstritten sind. Der Tagesbedarf (RDA) an Vitamin D wurde damit auf etwa 15 µg / 600 IE festgelegt, wobei die maximale tägliche Dosis (Tolerable Upper Intake Level) auf 100 µg / 4.000 IE angehoben wurde. Die Empfehlung basiert auf dem Studium von mehr als 1000 Veröffentlichungen zu Vitamin D und ist damit die größte Vitamin-D-Untersuchung des letzten Jahrzehnts.
In den Jahren nach Veröffentlichung der Studie des IOM berechneten die Forscher Paul J. Veugelers und John Paul Ekwaru eine andere Höchstmenge der täglichen Vitamin-D-Aufnahme. Dieser liegt für Erwachsene bis 70 Jahren bei fast 9.000 IE/Tag. Diese berechneten Mengen werden kritisiert, da derart hohe Mengen weder durch die Nahrung noch durch die Sonne erreicht werden können. Ohne Nahrungsergänzungsmittel würden damit alle Menschen als unterversorgt gelten.
Fachgesellschaften wie das National Institutes of Health vertreten weiterhin die Einschätzung des IOM.

#### Tolerierbare obere Einnahmemenge
Die Europäische Behörde für Lebensmittelsicherheit nennt folgende tolerierbare obere Einnahmemenge (Tolerable Upper Intake Level):
- Säuglinge (0 bis unter 12 Monaten): 25 µg/Tag (1.000 IE)
- 1–10 Jahre: 50 µg/Tag (2.000 IE)
- 11–17 Jahre: 100 µg/Tag (4.000 IE)
- 17+: 100 µg/Tag (4.000 IE)
- schwangere, stillende Frau: 100 µg/Tag (4.000 IE)

## Vitamin-D-Überdosierung und -Toxizität
Eine akute oder chronische Vitamin-D-Überdosierung kann zu einer Vitamin-D-Hypervitaminose führen. Der Wissenschaftliche Lebensmittelausschuss der Europäischen Kommission hat 2002 folgendermaßen zu der Sicherheit des Vitamin D3 Stellung genommen:

„Eine maximale tägliche Dosis von 50 µg (2000 IE) für Jugendliche und Erwachsene (inklusive Schwangere und stillende Mütter) und 25 µg (1000 IE) für Kinder in den ersten zehn Lebensjahren sind von Gesunden ohne Risiko von Nebenwirkungen auch ohne medizinische Aufsicht langfristig einnehmbar.
Diese Angabe ist zumindest für Erwachsene vorsichtig und mit einem Sicherheitsfaktor von 2 versehen, das heißt, dass erst bei über doppelt so hohen Dosen Nebenwirkungen beobachtet wurden. Gemessen an den üblichen Vitamin-D-Dosierungen scheint diese Stellungnahme für Erwachsene einen ausreichenden Spielraum zu lassen. Bei Kleinkindern ist dieser Sicherheitsbereich geringer.“

Von den meisten Autoren wird für Erwachsene eine tägliche Zufuhr bis zu 100 µg (4000 IE) Vitamin D3 über sechs Monate als sicher angesehen, das heißt ohne nachprüfbare Nebenwirkungen wie eine erhöhte Calciumausscheidung im Urin. Bei postmenopausalen Frauen hat sich gezeigt, dass eine tägliche Supplementierung von 10 µg (400 IE; zusammen mit 1000 mg Calcium) assoziiert war mit einem 17-prozentigen Anstieg des Risikos von Nierensteinen über einen Zeitraum von sieben Jahren. Hingegen hat eine Studie, welche über einen Zeitraum von 2011 bis 2018 durchgeführt wurde, bei der kein zusätzliches Calcium verabreicht wurde, gezeigt, dass wesentlich höhere Dosen Vitamin D3 verabreicht werden können (5000 IE bis 50000 IE) ohne jegliche negativen Auswirkungen auf die Nierengesundheit.
Eine Serumskonzentration von Vitamin D3 von über 500 nmol/l (das entspricht über 200 ng/ml) gilt als möglicherweise toxisch. Vereinzelt traten lebensbedrohliche Komplikationen auf, wenn dieser Wert überschritten wurde.
Die Packungsbeilagen von apothekenpflichtigen Vitamin-D-Präparaten geben dagegen für Erwachsene mit normaler Funktion der Nebenschilddrüsen eine Überdosierungschwelle zwischen 40.000 und 100.000 IE (entspricht 1000 bis 2500 µg) pro Tag über ein bis zwei Monate an. Säuglinge und Kleinkinder können schon auf weitaus geringere Dosen empfindlich reagieren.

## Varianten des Vitamin D
Hier seien die Varianten des Vitamins aufgezählt, mit knapper Erklärung.
- Vitamin D1: Verbindung von Ergocalciferol (D2) und Lumisterol, 1:1
- Vitamin D2: Calciferol, genauer: Ergocalciferol (synthetisiert aus Ergosterol)
- Vitamin D3: häufig einfach nur als Vitamin D bezeichnet, siehe Cholecalciferol
- Vitamin D4: 22,23-Dihydroergocalciferol (gesättigte Form von Vitamin D2)
- Vitamin D5: Sitocalciferol (synthetisiert aus 7-Dehydrositosterol)
- Vitamin D6: (22E)-(24R)-Ethyl-22,23-didehydrocalciol oder (5Z,7E,22E)-(3S)-9,10-seco-5,7,10(19),22-Stigmastatetraen-3-ol
- Vitamin D7: (5Z,7E,24R)-(3S)-9,10-seco-5,7,10(19)-Ergostatrien-3-ol